# Rat Izraela i Hamasa (2023. - )
Napad Hamasa na Izrael (hebr. מלחמת חרבות ברזל, arap. عملية طوفان الأقصى) započeo je 7. listopada 2023. koordiniranom iznenadnom ofenzivom nekoliko militantnih skupina Palestinaca na izraelske gradove, granične prijelaze u Gazi, susjedne vojne objekte i civilna naselja. To je prvi izravni sukob unutar de jure područja Izraela još od arapsko-izraelskog rata 1948. Neprijateljstva su počela u ranim jutarnjim satima raketnim napadima na Izrael i upadima vozila na izraelsko područje, uz brojne napade na izraelske civile i vojsku. Neki su analitičari te događaje označili početkom treće palestinske intifade. Izrael je službeno objavio rat, prvi put od Jomkipurskog rata 1973.
Napad su predvodile palestinske militantne skupine, poput Hamasa, Islamskog džihada i Narodnog fronta za oslobođenje Palestine. Na hitnom sastanku na Zapadnoj obali nedugo nakon početka napada, predsjednik Palestinske uprave Mahmoud Abbas izrazio je podršku infiltraciji u Gazi, rekavši da Palestinci imaju pravo braniti se od izraelske okupacije. U Izraelu su sve glavne oporbene stranke zagovarale formiranje vlade nacionalnog jedinstva za borbu protiv palestinske ofenzive.
Najmanje 2200 raketa ispaljeno je iz Pojasa Gaze, dok su Hamasovi militanti probili barijeru između Gaze i Izraela, ubivši najmanje 300 Izraelaca i potaknuvši izraelsku vladu na proglašenje izvanrednog stanja. Izraelski premijer Benjamin Netanyahu izjavio je u obraćanju građanima nakon početka napada da je Izrael »u ratu«. Palestinski militanti koji su se infiltrirali u Izrael ušli su u nekoliko kibuca koji okružuju Pojas Gaze i izraelski grad Sderot, a palestinski i izraelski medijski izvori javljaju da su izraelski vojnici i civili uzeti kao taoci. Izraelske obrambene snage uzvratile su zračnim napadima na Pojas Gaze u kojima su stradala najmanje 232 Palestinca.[nedostaje izvor]
Zapadne države, Argentina, Brazil i Indija osudile su Hamas za nasilje i opisale korištenu taktiku terorizmom, dok su neke arapske i muslimanske zemlje okrivile izraelsku okupaciju i poricanje palestinske državnosti kao temeljni uzrok eskalacije. Većina država pozvala je na deeskalaciju.
Nakon izbijanja rata između Izraela i Hamasa hutisti iz Jemena počeli su ispaljivati projektile na Izrael i napadati brodove u blizini jemenske obale u Crvenom moru, za što kažu da je znak solidarnosti s Palestincima i s ciljem olakšavanja ulaska humanitarne pomoći u Pojas Gaze.